# 大分コスモレディースTC
大分コスモレディースTC（おおいたコスモレディース ティーシー）は、大分県大分市を中心に活動する女子綱引きチーム。チーム名の「TC」は「綱引きクラブ」の意味である。通称は、大分コスモレディース、コスモレディース。

## 概要
1989年に、大分県大分市内で造園業を営む女性を中心に造園連コスモレディースとして結成。1997年に大分コスモレディースに改名した。
主な獲得タイトルは、全日本綱引選手権大会6回（1996年、1998-2001年、2003年）、全日本綱引選手権軽量級大会2回（2001年、2003年）、アジア綱引選手権大会480kg級1回（2000年）、世界インドア綱引選手権480kg級3回（1999年、2002年、2004年）の計12回（全国女子チーム第2位）である。。
2003年には文部科学大臣表彰及び大分合同新聞スポーツ賞、2004年には大分合同新聞国際賞を受賞。また、1998年、1999年、2003年に大分県の県賞詞（県民栄誉賞）を受賞している。
2001年から2004年はTBSテレビの期首期末特番『オールスター感謝祭 超豪華!クイズ決定版』にも出演し、ゲスト解答者である男性芸能人やプロレスラーが結成したチームと綱引きで対戦する「赤坂5丁目綱引き選手権」という企画に参加していた。
若手の後継者不足から2009年に解散。しかし、2011年10月に再結成し、「コスモ」というチーム名で2012年の全日本綱引選手権大会に3年ぶりに出場している。
2012年公開の映画『綱引いちゃった!』は、このチームに着想を得て制作されたものである。